# Morris Schuring

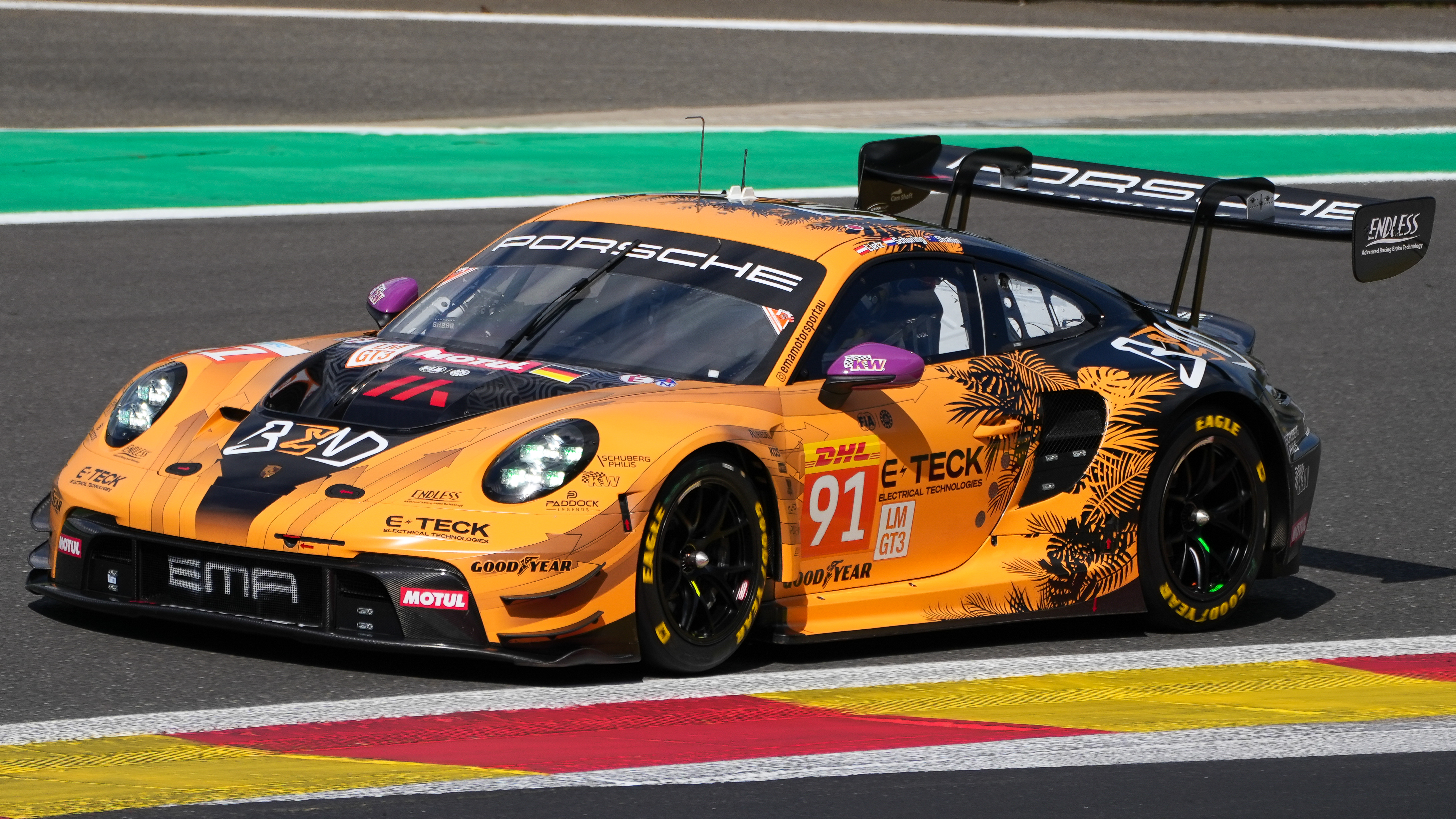
Schuring beim 6-Stunden-Rennen von Spa-Francorchamps 2024

Morris Schuring  (* 20. Februar 2005) ist ein niederländischer Automobilrennfahrer. Zu seinen Erfolgen zählt sein Sieg in der LMGT3-Klasse beim 24-Stunden-Rennen von Le Mans 2024. Er hält den Rekord für den jüngsten Sieger im Porsche Carrera Cup Deutschland.

## Karriere
Schuring begann seine Motorsportkarriere mit dem Kartfahren, bis er 2020 anfing mit Rennwagen zu fahren. 2021 fuhr er im Porsche Supercup und im Porsche Carrera Cup Deutschland. Bereits in seinem ersten Jahr in der Rennserie konnte er sich in Hockenheim ein Podium sichern. Im Folgejahr erreichte er im Porsche Supercup seine erste Pole-Position beim Rennen auf dem Red Bull Ring.
2023 fuhr er für Fach Auto Tech weiterhin in beiden Rennserien. Beim Rennen auf dem Sachsenring gelang ihm dabei der Sieg, womit der damals 18-Jährige den Rekord für den Sieger im Porsche Carrera Cup Deutschland aufstellte. Ebenfalls im Supercup konnte er sich beweisen und gewann sowohl in Spa-Francorchamps als auch in Zandvoort.
Seit 2024 fährt er in der GT3-Klasse in der FIA-Langstrecken-Weltmeisterschaft für Manthey-Racing. Zusammen mit Richard Lietz und Yasser Shahin konnte er sowohl in Spa als auch in Le Mans den Klassensieg holen.
2025 startet er in der DTM.

## Statistik

### Le-Mans-Ergebnisse
| Jahr | Team           | Fahrzeug                | Teamkollege   | Teamkollege   | Platzierung | Ausfallgrund |
| ---- | -------------- | ----------------------- | ------------- | ------------- | ----------- | ------------ |
| 2024 | Manthey-Racing | Porsche 911 GT3 R LMGT3 | Richard Lietz | Yasser Shahin | Rang 27     |              |

### Einzelergebnisse in der FIA-Langstrecken-Weltmeisterschaft
| Saison | Team           | Rennwagen               | 1   | 2   | 3   | 4   | 5   | 6   | 7   | 8   |
| ------ | -------------- | ----------------------- | --- | --- | --- | --- | --- | --- | --- | --- |
| 2024   | Manthey-Racing | Porsche 911 GT3 R LMGT3 | KAT | IMO | SPA | LEM | SAO | AUS | FUJ | BAH |
| 2024   | Manthey-Racing | Porsche 911 GT3 R LMGT3 | 30  | 33  | 16  | 27  | 30  | 18  | 26  | 19  |